# Damage
| Совокупная оценка    | Совокупная оценка |
| Источник             | Оценка            |
| -------------------- | ----------------- |
| Metacritic           | 71/100            |
| Оценки критиков      |                   |
| Источник             | Оценка            |
| AbsolutePunk         | 9,5/10            |
| Allmusic             | [ 3 ]             |
| Alternative Press    | [ 4 ]             |
| The A.V. Club        | C                 |
| Consequence of Sound | [ 6 ]             |
| Drowned in Sound     | 6/10              |
| MusicOMH             | [ 8 ]             |
| Rock Sound           | 8/10              |
| Rolling Stone        | [ 10 ]            |
| Sputnikmusic         | 3,7/5             |

Damage — восьмой студийный альбом американской рок-группы Jimmy Eat World, издан 11 июня 2013 года в Соединенных Штатах на лейбле RCA Records, а в остальном мире через лейбл Dine Alone Records. Он знаменует первый релиз группы с RCA и будет доступен на CD, виниле и в виде цифрового скачивания. 16 апреля 2013 года был выпущен первый сингл с альбома под названием I Will Steal You Back.

## Об альбоме
Damaged записан в течение осени 2012 года в Лос-Анджелесе, в доме продюсера Алена Йоханнеса. 4 июня 2013 года группа выложила свой новый альбом для бесплатного прослушивания на собственном официальном сайте.

## Места в чартах
Damage занял 14 место в Billboard 200, продав 24,700 копий альбома в первой недели.
| Чарт                                   | Позиция position |
| -------------------------------------- | ---------------- |
| США (Billboard 200)                    | 14               |
| США (Billboard Top Alternative Albums) | 2                |
| США (Billboard Digital Albums)         | 9                |
| США (Billboard Top Rock Albums)        | 4                |
| США (Billboard Top Tastemaker Albums)  | 8                |
| Великобритания (UK Albums Chart)       | 38               |

## Список компизиций
| №   | Название                | Длительность |
| --- | ----------------------- | ------------ |
| 1.  | «Appreciation»          | 3:17         |
| 2.  | «Damage»                | 3:08         |
| 3.  | «Lean»                  | 3:05         |
| 4.  | «Book of Love»          | 3:56         |
| 5.  | «I Will Steal You Back» | 3:29         |
| 6.  | «Please Say No»         | 4:41         |
| 7.  | «How'd You Have Me»     | 3:43         |
| 8.  | «No, Never»             | 3:51         |
| 9.  | «Byebyelove»            | 4:32         |
| 10. | «You Were Good»         | 4:14         |

## Участники записи
Jimmy Eat World
- Джим Эдкинс — Вокал, гитара
- Том Линтон — Бэк-вокал, гитара, орган
- Зак Линд — Ударная установка
- Рик Берч — Бас-гитара, бэк-вокал

Дополнительные музыканты
- Ален Йоханнес — дополнительная гитара

Дополнительный персонал
- Ален Йоханнес — Музыкальный продюсер
- Джеймс Браун — Микширование
- Тед Дженсен — Мастеринг
- Morning Breath Inc. — Арт-директор, дизайн
- Майкл Элинс — фотограф